# Championnat d'Irlande de football 1953-1954
Navigation
Édition précédente Édition suivante
Le Championnat d'Irlande de football en 1953-195. Les Shamrock Rovers remportent le titre pour la première fois depuis 1939.

## Les 12 clubs participants
- Bohemian Football Club
- Cork Athletic Football Club
- Drumcondra Football Club
- Dundalk Football Club
- Evergreen United Football Club
- Limerick Football Club
- St. Patrick's Athletic Football Club
- Shamrock Rovers Football Club
- Shelbourne Football Club
- Sligo Rovers Football Club
- Transport Football Club
- Waterford United Football Club

## Classement
| Place | Club                      | Points | Victoires | Nuls | Défaites | Buts pour | Buts contre | Différence |
| ----- | ------------------------- | ------ | --------- | ---- | -------- | --------- | ----------- | ---------- |
| 1er   | Shamrock Rovers           | 30     | 11        | 8    | 3        | 44        | 20          | +24        |
| 2e    | Evergreen United          | 28     | 11        | 6    | 5        | 44        | 29          | +15        |
| 3e    | Drumcondra FC             | 27     | 10        | 7    | 5        | 37        | 25          | +12        |
| 4e    | Cork Athletic             | 25     | 11        | 3    | 8        | 40        | 46          | -6         |
| 5e    | Limerick FC               | 24     | 8         | 8    | 6        | 42        | 43          | -1         |
| 6e    | Shelbourne FC             | 23     | 10        | 3    | 9        | 35        | 35          | 0          |
| 7e    | Waterford United          | 22     | 8         | 6    | 8        | 45        | 45          | 0          |
| 8e    | Bohemians FC              | 20     | 8         | 4    | 10       | 41        | 36          | +5         |
| 9e    | Sligo Rovers              | 20     | 8         | 4    | 10       | 33        | 37          | -4         |
| 10e   | Transport FC              | 18     | 7         | 4    | 11       | 42        | 49          | -7         |
| 11e   | St. Patrick's Athletic FC | 15     | 4         | 7    | 11       | 23        | 47          | -24        |
| 12e   | Dundalk FC                | 12     | 4         | 4    | 14       | 32        | 54          | -22        |

## Source
- (en) Alex Graham, Football in the Republic of Ireland : a Statistical Record 1921–2005, Soccer Books Ltd, novembre 2005, 142 p. (ISBN 978-1862231351).